# Нова Какава
Нова Какава (пол. Nowa Kakawa) — село в Польщі, у гміні Ґодзеші-Великі Каліського повіту Великопольського воєводства.
Населення — 218 осіб (2011).
У 1975-1998 роках село належало до Каліського воєводства.

## Демографія
Демографічна структура станом на 31 березня 2011 року:
|          | Загалом | Допрацездатний вік | Працездатний вік | Постпрацездатний вік |
| -------- | ------- | ------------------ | ---------------- | -------------------- |
| Чоловіки | 98      | 17                 | 68               | 13                   |
| Жінки    | 120     | 28                 | 74               | 18                   |
| Разом    | 218     | 45                 | 142              | 31                   |